# Milton S. Plesset
Milton Spinoza Plesset (7 février 1908 à Pittsburgh, Pennsylvanie, États-Unis - 19 février 1991) est un physicien américain qui s'est distingué en dynamique des fluides et en sécurité des réacteurs nucléaires. 

## Biographie
Né à Pittsburgh en Pennsylvanie, aux États-Unis, Milton Spinoza Plesset a obtenu son baccalauréat de l'université de Pittsburgh en 1929, puis son Ph.D. de l'université Yale en 1932. Peu après, boursier en physique, il rejoint le California Institute of Technology et travaille avec Robert Oppenheimer. Ensemble, ils étudient le positron selon l'équation de Dirac dans le cadre de l'électrodynamique quantique dans le but d'expliquer la formation des paires électron-positron (ils publient On the Production of the Positive Electron en 1933). Il a ensuite obtenu une bourse pour étudier en Europe à l'institut Niels Bohr en 1933-1934.
En 1934, avec Christian Møller, il publie ce qui est appelé la « théorie de la perturbation de Møller-Plesset ».
Plesset enseigne l'ingénierie au California Institute of Technology de 1951 à 1978. Andrea Prosperetti (en) et Norman Zabusky (en) ont complété leur doctorat sous sa supervision. 
Il est élu à la National Academy of Engineering en 1979 pour ses travaux pionniers sur l'écoulement polyphasique, la dynamique des bulles et la sécurité des réacteurs nucléaires,. L'équation de Rayleigh-Plesset (en), qui décrit le comportement dynamique d'une bulle dans un fluide de taille infinie, est aussi nommée en son honneur.